# Diadegma muelleri
Diadegma muelleri là một loài tò vò trong họ Ichneumonidae.